# Linby
Linby is een civil parish in het bestuurlijke gebied Gedling, in het Engelse graafschap Nottinghamshire.